# Alírezá Solejmání
Alírezá Solejmání Karbalájí (persky عليرضا سليماني‎), (2. února 1956 – 21. května 2014 v Teheránu, Írán) byl íránský zápasník volnostylař. Začínal s tradičním perským zápasem košti, ve kterém byl několikanásobným přeborníkem své země. V roce 1976 startoval jako dvacetiletý mladík na olympijských hrách v Montrealu v lehké těžké váze. Druhá prohra ve třetím kole s Kubáncem Bárbaro Morganem ho však zařadila do pole poražených. V osmdesátých letech bojoval o post reprezentační jedničky v supertěžké váze s Rezou Súchtesarájím. Oba zápasníci však bojovali v období, kdy Írán pravidelně bojkotoval velké sportovní akce. V roce 1989 se stal prvním íránským mistrem světa v nejtěžší váhové kategorii. V roce 1992 startoval po 16 letech na svých druhých olympijských hrách v Barceloně. Ve čtvrtém kole základní skupiny prohrál o bod s Turkem Mahmutem Demirem a v posledním kole se utkal o postup ze skupiny s Kanaďanem Jeffem Thuem. Jeho soupeř si však dobře spočítal, že mu k postupu do finále stačí dovést zápas k diskvalifikaci za pasivitu a v tomto taktickém záměru mu nedokázal zabránit. Obsadil 5. místo. Následně ukončil sportovní kariéru. Věnoval se politice a funkcionářské práci ve sportu. Zemřel v 58 letech na infarkt.